# Нук, Чарли
Чарли Нгос Нук Хорнеман (дат. Charly Ngos Nouck Horneman; род. 21 марта 2004, Оденсе) — датский футболист камерунского происхождения, нападающий клуба «Раннерс».

## Клубная карьера
Нук — воспитанник клубов ОКС, «Нэсби» и «Оденсе». 18 июля 2022 года в матче против «Норшелланна» он дебютировал в датской Суперлиге в составе последних. 24 июля в поединке против «Раннерс» Чарли забил свой первый гол за «Оденсе». 